# 萊加河
53°31′15″N 22°48′10″E / 53.5207°N 22.8028°E
萊加河是波蘭的河流，位於該國東北部，流經波德拉謝省和瓦爾米亞-馬祖里省，屬於別布扎河的右支流，河道全長157公里，流域面積1,016平方公里。